# Oscorp
Oscorp (рус. Озкорп), также известная как Oscorp Industries — вымышленная многомиллиардная транснациональная компания из Marvel Comics.
В 2007 году журнал «Forbes» поставил компанию Oscorp Industries на 23 место в списке богатейших вымышленных компаний, оценив её в 3,1 миллиарда долларов.

## История
Корпорация располагается в Башне  Озкорп в Нью-Йорке. Она была основана и возглавлена главным исполнительным директором Норманом Озборном. В колледже Норман изучал химию и электротехнику. Также он посещал курсы по деловому администрированию. У него образовалось деловое партнёрство вместе со своим бывшим преподавателем Менделем Штроммом. Поскольку основным финансистом был Норман, компания была названа Озборн Корпорейшен, или просто  Озкорп.
Доктор Нельс ван Аддер, научный сотрудник, который помогал Штромму в разработке формулы, увеличивающей физические характеристики организма, которая затем стала известна как формула гоблина. В дальнейшем компания переживала не лучшие времена, так как Норман умер. Управление компанией он возложил на своего сына Гарри. С тех пор не разрабатывалось ни одного проекта. Тем не менее, ходили слухи, что в подвале Озкорпа до сих пор происходят эксперименты. Поскольку Гарри Озборн долгое время не появлялся на людях, была высказана теория, что он стал подопытным; также существовало предположение, что он умер. Ходили слухи о причастности Человека-паука.
Ранние исследования Менделя Штромма в области химических веществ, которые усиливали характеристики человека, в конечном итоге превратили Нормана Озборна в Зелёного гоблина. Озборн, желая завладеть формулой для себя, оклеветал своего соучредителя, из-за чего Штромм был схвачен полицией. После нескольких лет, проведённых в тюрьме, Штромм попытался отомстить своему бывшему компаньону, однако был остановлен Человеком-пауком, и, казалось бы, умер от сердечного приступа.
Позднее компания попала под контроль Алхемакс. Также было выявлено, что Норман Озборн, использующий псевдоним Мэйсон Бэнкс, хотел создать могущественную империю для своего внука, которуму планировал передать наследие Озборнов.

## Персонал
- Норман Озборн — основатель и главный исполнительный директор.
- Гарри Озборн — бывший владелец.
- Мендель Штромм — бывший компаньон Нормана Озборна.
- Артур Стейси — глава службы безопасности Озкорпа. Брат капитана Джорджа Стейси и дядя Гвен Стейси.
- Чарльз Стандиш — старший вице-президент Озкорпа. Он был похищен Пламенный мечом, но его спасли Мстители[6].
- Дональд Менкен — персональный ассистент Нормана Озборна.
- Доктор Дэвид Патрик Лоуэлл — учёный, который стал сверхчеловеком Заходом солнца, после того, как пролил на себя химическую формулу[7].
- Доктор Малек — учёный, ставшей частью исследовательской группы, которые экспериментировали над Фриком[8].
- Доктор Нельс ван Аддер — научный сотрудник, ставший Прото-гоблином[9].

## Альтернативные версии

### Ultimate Marvel
Во вселенной Ultimate Marvel Озкорп напоминает свою классическую версию с Земли-616. Компанией управлял Норман Озборн, который разработал формулу ОЗ и радиоактивных пауков, давших Питеру Паркеру и Майлзу Моралесу их суперспособности.
После того, как Норман Озборн поставил эксперимент на себе и превратился в Зелёного гоблина, он уничтожил большую часть лаборатории и убил множество учёных. В дальнейшем клон Питера Паркера Каин поставил похожий эксперимент на Мэри Джейн Уотсон, превратившуюся в Демо-гоблина. Позднее было выявлено, что Озкорп до сих пор производят технологии.

## Вне комиксов

### Телевидение
- Озкорп появляется в мультсериале «Человек-паук» 1994 года.
- Озкорп появляется в мультсериале «Новые приключения Человека-паука».
- Озкорп появляется в мультсериале «Совершенный Человек-паук».
- Башня Озкорп появляется в мультсериале «Мстители, общий сбор!», в эпизоде «Тёмные Мстители».
- Озкорп появляется в мультсериале «Человек-паук» 2017 года.

### Кино
- Озкорп появляется в фильме «Человек-паук» 2002 года и упоминается в его продолжениях.
- Здание  Озкорп из фильма «Новый Человек-паук» должно было появиться в фильме «Мстители»[14].
- Озкорп появляется в серии фильмов «Новый Человек-паук». Здесь Озкорп изображается как могущественная и коррумпированная организация во главе с Норманом Озборном, который использует ресурсы компании в попытках найти лекарство от своей смертельной болезни. Корпорация несёт ответственность за убийство Ричарда и Мэри Паркер, а также за появление способностей у Питера Паркера. Научные эксперименты Озкорпа сыграли определённую роль в появлении таких суперзлодеев, как Ящер, Электро, Зелёный гоблин и Носорог. Кроме того Озкорп управляет больницей для душевнобольных Рейвенкрофт, где проводятся незаконные эксперименты.

### Видеоигры
- Озкорп появляется в игре «Spider-Man» по мотивам одноимённого фильма 2002 года.
- Японское отделение  Озкорп появляется в игре «Spider-Man: Friend or Foe», где Человек-паук сражается с Зелёным гоблином.
- Озкорп появляется в игре «Lego Marvel Super Heroes». Здесь Мстители не знают, что Зелёный гоблин и Норман Озборн — один и тот же человек.
- Логотип Озкорп из фильма «Новый Человек-паук» появляется в игре «Железный человек 3» по мотивам одноимённого фильма.
- Озкорп появляется в игре «The Amazing Spider-Man».
- Озкорп появляется в игре «The Amazing Spider-Man 2».
- Озкорп появляется в игре «Marvel: Contest of Champions».
- Озкорп появляется в игре «Spider-Man (игра, 2018)».